# Sandy Hook (New Jersey)

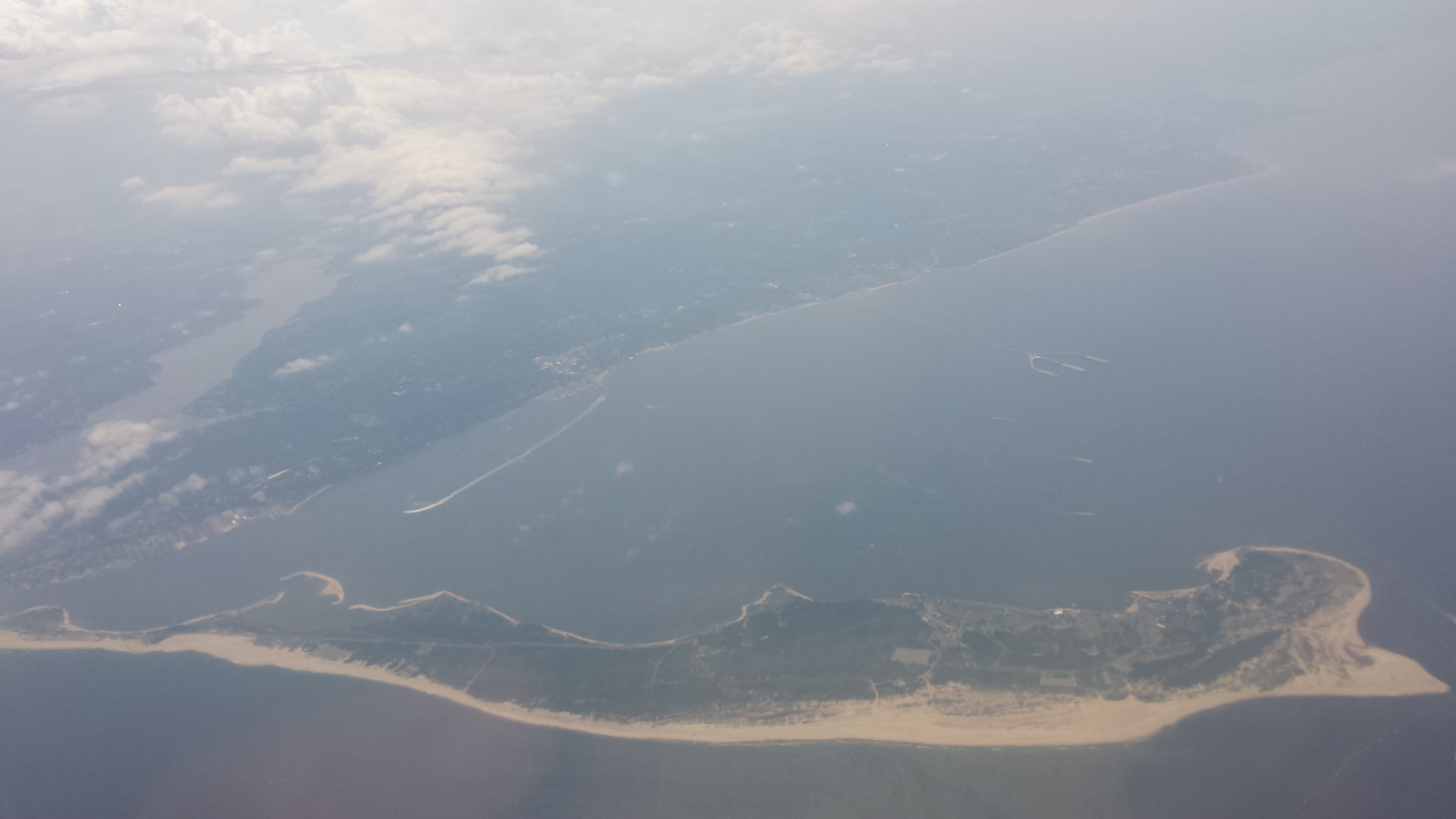
Sandy Hook vista da un aereo in avvicinamento all'aeroporto JFK

Sandy Hook è un banco di sabbia lungo 9,7 km e largo in media 800 metri (con variazioni fra 150 e 1500 metri) situato nella contea di Monmouth dello Stato del New Jersey, negli Stati Uniti d'America. Delimita a sud l'ingresso alla baia di New York.
Fa parte della Gateway National Recreation Area, gestita dal National Park Service.
Circa 2,5 km a sud della punta di Sandy Hook è presente un faro con luce fissa attivo 24 ore su 24 (Faro di Sandy Hook). Costruito nel 1764, è considerato il più antico faro tuttora esistente degli Stati Uniti.
Vi si trovano diverse spiagge, tra cui Gunnison Beach, una delle principali spiagge per nudisti della East Coast degli Stati Uniti.